# Stanisław Plęskowski

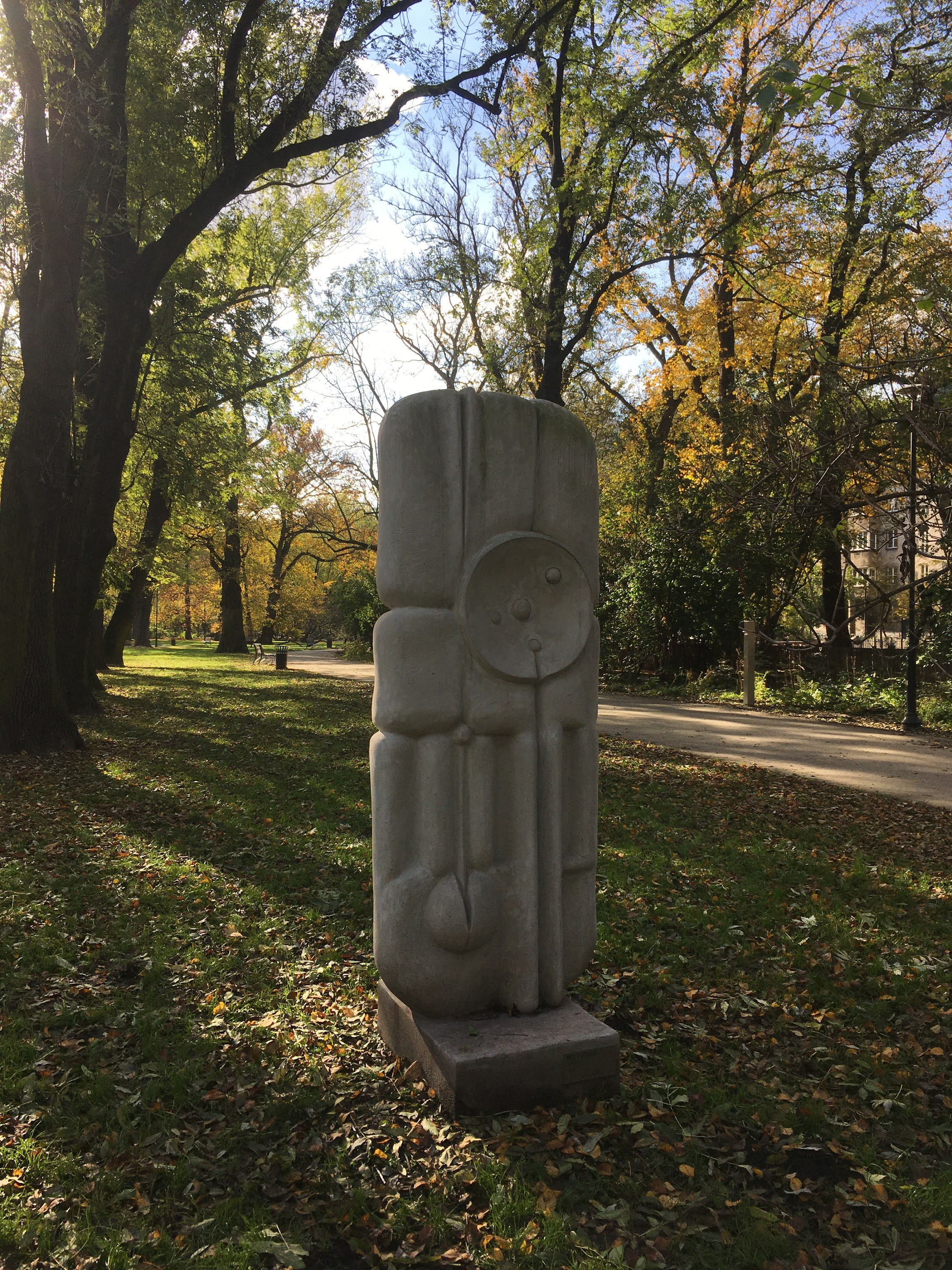
Rzeźba Stanisława Plęskowskiego z 1973 roku w parku Krakowskim w Krakowie

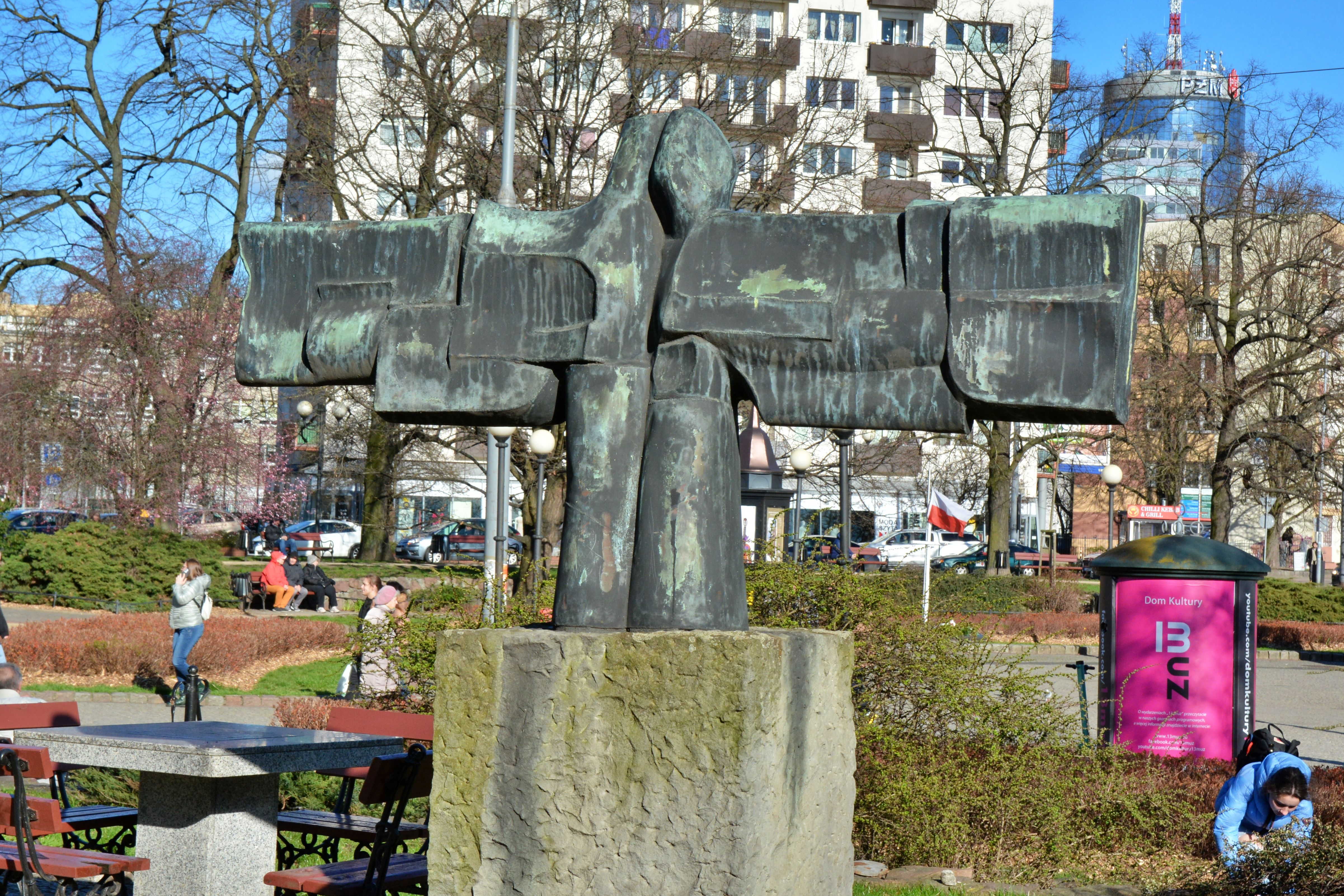
"Kompozycja Skrzydła" w Szczecinie

Stanisław Plęskowski (ur. w 1934 w Lublinie, zm. w 2001) – rzeźbiarz, medalier, projektant polskich monet kolekcjonerskich z Tadeuszem Kościuszką.
Studiował na Wydziale Rzeźby w krakowskiej Akademii Sztuk Pięknych, gdzie w 1962 r. uzyskał dyplom. Do jego najważniejszych rzeźbiarskich realizacji należą:
- rzeźba plenerowa w Krakowie,
- rzeźba plenerowa "Kompozycja Skrzydła" na pl. Grunwaldzkim w Szczecinie - 1982 r.[3]
- ściany ceramiczne na budynkach w Olkuszu oraz
- płaskorzeźby w Ambasadzie Polskiej w New Delhi.

Był laureatem licznych nagród i wyróżnień w konkursach medalierskich w kraju i za granicą. Prace „Dante Inferno I” i „Dante Inferno III” brały udział w wystawie Arcydzieła Polskiej Kultury w Japonii w 1974 r.
Przykłady jego twórczości znajdują się w zbiorach muzeów i instytucji krajowych, zagranicznych oraz w licznych prywatnych kolekcjach.
W katalogach monet okresu PRL wymieniany jest jako autor dwóch wzorów rewersu z Tadeuszem Kościuszką, wykorzystanych w przypadku czterech typów monet kolekcjonerskich z 1976 r. z wizerunkiem generała i napisem w legendzie „TADEUSZ•KOŚCIUSZKO•1746–1817”:
- z prawym profilem generała:
  - srebrnej 100-złotówki[8], wybitej również jako próba niklowa[9],
  - złotej 500-złotówki[10], wybitej również jako złota próba kolekcjonerska[11] oraz jako próba niklowa[12],
- z półprofilem generała:
  - srebrnej próbnej 100-złotówki[13], wybitej również jako próba niklowa[14],
  - 500-złotówki w wersji próby niklowej[15].

Jego monety nie były sygnowane.